# Terry Ollis
Terry Ollis (Londra, 11 aprile 1952) è un batterista inglese.
È famoso per la sua collaborazione con la space rock band Hawkwind, avvenuta fino al 1971.

## Discografia

### Con gli Hawkwind
- 1970 - "Hawkwind"
- 1971 - "In Search of Space"